# 運輸大臣 (日本)
運輸大臣是日本運輸省的首長，由國務大臣擔任。運輸省於2001年1月6日的中央省廳再編後已經解散。

## 歷代運輸大臣
| 任       | 姓名         | 内閣                                          | 任期                            | 兼任                                   | 黨派           |
| 運輸大臣 | 運輸大臣     | 運輸大臣                                      | 運輸大臣                        | 運輸大臣                               | 運輸大臣       |
| -------- | ------------ | --------------------------------------------- | ------------------------------- | -------------------------------------- | -------------- |
| 1        | 小日山直登   | 鈴木貫太郎内閣                                | 1945年5月19日 - 1945年8月17日   |                                        | 民間           |
| 2        | 小日山直登   | 東久邇宮内閣                                  | 1945年8月17日 - 1945年10月19日  |                                        | 貴族院議員     |
| 3        | 田中武雄     | 幣原内閣                                      | 1945年10月19日 - 1946年1月13日  |                                        | 日本進歩黨     |
| 4        | 三土忠造     | 幣原内閣                                      | 1946年1月13日 - 1946年1月26日   | 内務大臣                               | 貴族院議員     |
| 5        | 村上義一     | 幣原内閣                                      | 1946年1月26日 - 1946年5月22日   |                                        | 民間（元官僚） |
| 6        | 平塚常次郎   | 第1次吉田内閣                                 | 1946年5月22日 - 1947年1月31日   |                                        | 自由黨         |
| 7        | 增田甲子七   | 第1次吉田内閣                                 | 1947年1月31日 - 1947年5月24日   |                                        | 民間           |
| -        | 片山哲       | 片山内閣                                      | 1947年5月24日 - 1947年6月1日    | 臨時代理内閣總理大臣                   | 日本社会黨     |
| 8        | 苫米地義三   | 片山内閣                                      | 1947年6月1日 - 1947年12月4日    |                                        | 民主黨         |
| 9        | 北村德太郎   | 片山内閣                                      | 1947年12月4日 - 1948年3月10日   |                                        | 民主黨         |
| 10       | 岡田勢一     | 芦田内閣                                      | 1948年3月10日 - 1948年10月15日  |                                        | 国民協同黨     |
| -        | 吉田茂       | 第2次吉田内閣                                 | 1948年10月15日 - 1948年10月19日 | 臨時代理内閣總理大臣                   | 自由黨         |
| 11       | 小澤佐重喜   | 第2次吉田内閣                                 | 1948年10月19日 - 1949年2月16日  |                                        | 自由黨         |
| 12       | 大屋晋三     | 第3次吉田内閣                                 | 1949年2月16日 - 1950年6月28日   |                                        | 自由黨         |
| 13       | 山崎猛       | 第3次吉田第1次改造内閣 第3次吉田第2次改造内閣 | 1950年6月28日 - 1951年12月26日  |                                        | 自由黨         |
| 14       | 村上義一     | 第3次吉田第3次改造内閣                        | 1951年12月26日 - 1952年10月30日 |                                        | 緑風会         |
| 15       | 石井光次郎   | 第4次吉田内閣                                 | 1952年10月30日 - 1953年5月21日  |                                        | 自由黨         |
| 16       | 石井光次郎   | 第5次吉田内閣                                 | 1953年5月21日 - 1954年12月10日  |                                        | 自由黨         |
| 17       | 三木武夫     | 第1次鳩山内閣                                 | 1954年12月10日 - 1955年3月19日  |                                        | 日本民主黨     |
| 18       | 三木武夫     | 第2次鳩山内閣                                 | 1955年3月19日 - 1955年11月22日  |                                        | 日本民主黨     |
| 19       | 吉野信次     | 第3次鳩山内閣                                 | 1955年11月22日 - 1956年12月23日 |                                        | 自由民主黨     |
| -        | 石橋湛山     | 石橋内閣                                      | 1956年12月23日                  | 臨時代理内閣總理大臣                   | 自由民主黨     |
| 20       | 宮澤胤勇     | 石橋内閣                                      | 1956年12月23日 - 1957年2月25日  |                                        | 自由民主黨     |
| 21       | 宮澤胤勇     | 第1次岸内閣                                   | 1957年2月25日 - 1957年7月10日   |                                        | 自由民主黨     |
| 22       | 中村三之丞   | 第1次岸改造内閣                               | 1957年7月10日 - 1958年6月12日   |                                        | 自由民主黨     |
| 23       | 永野讓       | 第2次岸内閣                                   | 1958年6月12日 - 1959年4月24日   |                                        | 自由民主黨     |
| 24       | 重宗雄三     | 第2次岸内閣                                   | 1959年4月24日 - 1959年6月18日   |                                        | 自由民主黨     |
| 25       | 楢橋渡       | 第2次岸改造内閣                               | 1959年6月18日 - 1960年7月19日   |                                        | 自由民主黨     |
| 26       | 南好雄       | 第1次池田内閣                                 | 1960年7月19日 - 1960年12月8日   |                                        | 自由民主黨     |
| 27       | 木暮武太夫   | 第2次池田内閣                                 | 1960年12月8日 - 1961年7月18日   |                                        | 自由民主黨     |
| 28       | 齋藤昇       | 第2次池田第1次改造内閣                        | 1961年7月18日 - 1962年7月18日   |                                        | 自由民主黨     |
| 29       | 綾部健太郎   | 第2次池田第2次改造内閣 第2次池田第3次改造内閣 | 1962年7月18日 - 1963年12月9日   |                                        | 自由民主黨     |
| 30       | 綾部健太郎   | 第3次池田内閣                                 | 1963年12月9日 - 1964年7月18日   |                                        | 自由民主黨     |
| 31       | 松浦周太郎   | 第3次池田改造内閣                             | 1964年7月18日 - 1964年11月9日   |                                        | 自由民主黨     |
| 32       | 松浦周太郎   | 第1次佐藤内閣                                 | 1964年11月9日 - 1965年6月3日    |                                        | 自由民主黨     |
| 33       | 中村寅太     | 第1次佐藤第1次改造内閣                        | 1965年6月3日 - 1966年8月1日     |                                        | 自由民主黨     |
| 34       | 荒舩清十郎   | 第1次佐藤第2次改造内閣                        | 1966年8月1日 - 1966年10月14日   |                                        | 自由民主黨     |
| 35       | 藤枝泉介     | 第1次佐藤第2次改造内閣                        | 1966年10月14日 - 1966年12月3日  |                                        | 自由民主黨     |
| 36       | 大橋武夫     | 第1次佐藤第3次改造内閣                        | 1966年12月3日 - 1967年2月17日   |                                        | 自由民主黨     |
| 37       | 大橋武夫     | 第2次佐藤内閣                                 | 1967年2月17日 - 1967年11月25日  |                                        | 自由民主黨     |
| 38       | 中曾根康弘   | 第2次佐藤第1次改造内閣                        | 1967年11月25日 - 1968年11月30日 |                                        | 自由民主黨     |
| 39       | 原田憲       | 第2次佐藤第2次改造内閣                        | 1968年11月30日 - 1970年1月14日  |                                        | 自由民主黨     |
| 40       | 橋本登美三郎 | 第3次佐藤内閣                                 | 1970年1月14日 - 1971年7月5日    |                                        | 自由民主黨     |
| 41       | 丹羽喬四郎   | 第3次佐藤改造内閣                             | 1971年7月5日 - 1972年7月7日     |                                        | 自由民主黨     |
| 42       | 佐佐木秀世   | 第1次田中角榮内閣                             | 1972年7月7日 - 1972年12月22日   |                                        | 自由民主黨     |
| 43       | 新谷寅三郎   | 第2次田中角榮内閣                             | 1972年12月22日 - 1973年11月25日 |                                        | 自由民主黨     |
| 44       | 德永正利     | 第2次田中角榮第1次改造内閣                    | 1973年11月25日 - 1974年11月11日 |                                        | 自由民主黨     |
| 45       | 江藤智       | 第2次田中角榮第2次改造内閣                    | 1974年11月11日 - 1974年12月9日  |                                        | 自由民主黨     |
| 46       | 木村睦男     | 三木内閣                                      | 1974年12月9日 - 1976年9月15日   |                                        | 自由民主黨     |
| 47       | 石田博英     | 三木改造内閣                                  | 1976年9月15日 - 1976年12月14日  |                                        | 自由民主黨     |
| 48       | 田村元       | 福田赳夫内閣                                  | 1976年12月14日 - 1977年11月28日 |                                        | 自由民主黨     |
| 49       | 福永健司     | 福田赳夫改造内閣                              | 1977年11月28日 - 1978年12月7日  |                                        | 自由民主黨     |
| 50       | 森山欽司     | 第1次大平内閣                                 | 1978年12月7日 - 1979年11月9日   |                                        | 自由民主黨     |
| 51       | 地崎宇三郎   | 第2次大平内閣                                 | 1979年11月9日 - 1980年7月17日   |                                        | 自由民主黨     |
| 52       | 鹽川正十郎   | 鈴木善幸内閣                                  | 1980年7月17日 - 1981年11月30日  |                                        | 自由民主黨     |
| 53       | 小坂德三郎   | 鈴木善幸改造内閣                              | 1981年11月30日 - 1982年11月27日 |                                        | 自由民主黨     |
| 54       | 長谷川峻     | 第1次中曾根内閣                               | 1982年11月27日 - 1983年12月27日 |                                        | 自由民主黨     |
| 55       | 細田吉藏     | 第2次中曾根内閣                               | 1983年12月27日 - 1984年11月1日  |                                        | 自由民主黨     |
| 56       | 山下德夫     | 第2次中曾根第1次改造内閣                      | 1984年11月1日 - 1985年12月28日  |                                        | 自由民主黨     |
| 57       | 三塚博       | 第2次中曾根第2次改造内閣                      | 1985年12月28日 - 1986年7月22日  |                                        | 自由民主黨     |
| 58       | 橋本龍太郎   | 第3次中曾根内閣                               | 1986年7月22日 - 1987年11月6日   |                                        | 自由民主黨     |
| 59       | 石原慎太郎   | 竹下内閣                                      | 1987年11月6日 - 1988年12月27日  |                                        | 自由民主黨     |
| 60       | 佐藤信二     | 竹下改造内閣                                  | 1988年12月27日 - 1989年6月3日   |                                        | 自由民主黨     |
| 61       | 山村新治郎   | 宇野内閣                                      | 1989年6月3日 - 1989年8月10日    |                                        | 自由民主黨     |
| 62       | 江藤隆美     | 第1次海部内閣                                 | 1989年8月10日 - 1990年2月28日   |                                        | 自由民主黨     |
| 63       | 大野明       | 第2次海部内閣                                 | 1990年2月28日 - 1990年12月29日  |                                        | 自由民主黨     |
| 64       | 村岡兼造     | 第2次海部改造内閣                             | 1990年12月29日 - 1991年11月5日  |                                        | 自由民主黨     |
| 65       | 奥田敬和     | 宮澤内閣                                      | 1991年11月5日 - 1992年12月12日  |                                        | 自由民主黨     |
| 66       | 越智伊平     | 宮澤改造内閣                                  | 1992年12月12日 - 1993年8月9日   |                                        | 自由民主黨     |
| 67       | 伊藤茂       | 細川内閣                                      | 1993年8月9日 - 1994年4月28日    |                                        | 日本社会黨     |
| -        | 羽田孜       | 羽田内閣                                      | 1994年4月28日                   | 臨時代理内閣總理大臣                   | 新生黨         |
| 68       | 二見伸明     | 羽田内閣                                      | 1994年4月28日 - 1994年6月30日   |                                        | 公明黨         |
| 69       | 龜井静香     | 村山内閣                                      | 1994年6月30日 - 1995年8月8日    |                                        | 自由民主黨     |
| 70       | 平沼赳夫     | 村山改造内閣                                  | 1995年8月8日 - 1996年1月11日    |                                        | 自由民主黨     |
| 71       | 龜井善之     | 第1次橋本内閣                                 | 1996年1月11日 - 1996年11月7日   |                                        | 自由民主黨     |
| 72       | 古賀誠       | 第2次橋本内閣                                 | 1996年11月7日 - 1997年9月11日   |                                        | 自由民主黨     |
| 73       | 藤井孝男     | 第2次橋本改造内閣                             | 1997年9月11日 - 1998年7月30日   |                                        | 自由民主黨     |
| 74       | 川崎二郎     | 小淵内閣 小淵第1次改造内閣                    | 1998年7月30日 - 1999年10月5日   | 北海道開發廳長官（1999年1月14日之後）  | 自由民主黨     |
| 75       | 二階俊博     | 小淵第2次改造内閣                             | 1999年10月5日 - 2000年4月5日    | 北海道開發廳長官                       | 自由黨         |
| 76       | 二階俊博     | 第1次森内閣                                   | 2000年4月5日 - 2000年7月4日     | 北海道開發廳長官                       | 保守黨         |
| 77       | 森田一       | 第2次森内閣                                   | 2000年7月4日 - 2000年12月5日    | 北海道開發廳長官                       | 自由民主黨     |
| 78       | 扇千景       | 第2次森改造内閣                               | 2000年12月5日 - 2001年1月6日    | 建設大臣・北海道開發廳長官・国土廳長官 | 保守黨         |